# Polystichum mashikoi
Polystichum mashikoi är en träjonväxtart som beskrevs av Kurata. Polystichum mashikoi ingår i släktet Polystichum och familjen Dryopteridaceae. Inga underarter finns listade.